# Ізюмський комбінат хлібопродуктів
Ізюмський комбінат хлібопродуктів — підприємство харчової промисловості у селі Капитолівка Ізюмського району Харківської області. Це філія ПАТ «Державна продовольчо-зернова корпорація України».

## Історія
Ізюмський комбінат хлібопродуктів (Ізюмський КХП) було створено у 1984 році за 11-го п'ятирічного плану розвитку народного господарства («п'ятирічки») СРСР.
У 1987 був уведений в експлуатацію комбікормовий завод і КХП освоїв виробництво комбікормів.
Після проголошення незалежності України комбінат перейшов до Міністерства сільського господарства та продовольства України.
У березні 1995 року Верховна Рада України внесла комбінат до переліку підприємств, приватизація яких заборонена у зв'язку з їх загальнодержавним значенням.
Після створення у серпні 1996 року державної акціонерної компанії «Хліб України» комбінат став дочірнім підприємством ДАК «Хліб України».
У 2005 році Ізюмський КХП переробив 62,5 тис. тонн зерна, у 2006 році — 74 тис. тонн зерна.
У період з 16 по 24 липня 2007 року на птахофабриці ТОВ «Балаклейське підприємство з птахівництва» загинуло близько 15 тис. курей, а Харківська обласна ветеринарна інспекція підтвердила токсичність комбікорму Ізюмського КХП (у якому були виявлені алкалоїди). Після цього становище КХП ускладнилося. У листопаді 2007 року господарський суд Харківської області виніс рішення про стягнення з КХП на користь птахофабрики компенсації за збитки, завдані внаслідок постачання неякісного комбікорму в розмірі 1,34 млн гривень та компенсації за неотриманий прибуток у розмірі 1,61 млн гривень.
У березні 2008 року директор Ізюмського комбінату Вісхан Ісламов повідомив, що звинувачення в поганій якості продукції та токсичності комбікорму КХП не підтвердив жоден київський інститут, якому було направлено зразки для дослідження продукції комбінату.
Попри економічну кризу, що почалася у 2008 році, за 2008—2009 КХП переробив 47 тис. тонн зерна.
11 серпня 2010 року комбінат увійшов до складу Державної продовольчо-зернової корпорації України. На цей час на підприємстві працювало 200 осіб.
Після початку бойових дій на Донбасі навесні 2014 року Ізюмський КХП виявився найближчим пунктом зберігання зерна в тилу українських військ, тому в червні 2014 року було прийнято рішення вивозити та складувати зібране зерно з прифронтової зони на Ізюмському КХП.
У 2016 році КХП заготовив 92,2 тис. тонн сільгоспкультур та виробив 46,6 тис. тонн кормів. Станом на початок березня 2017 року кількість працівників підприємства становила 180 осіб.

### Сучасний стан
Основними функціями підприємства є прийняття, зберігання та перероблювання зернових культур (пшениці, кукурудзи та ячменю), а також насіння олійних культур (ріпаку та соняшнику). КХП є одним із місць зберігання державних зернових резервів України.
Також комбінат виробляє гранульовані та круповані комбікорми для птахофабрик та тваринницьких господарств Харківської області.
Загальна робоча місткість КХП становить 44,3 тис. тонн (зокрема елеваторна — 20 тис. тонн та складська — 24,3 тис. тонн).